# Hypnum indicum
Hypnum indicum là một loài Rêu trong họ Hypnaceae. Loài này được (Bél.) Müll. Hal. mô tả khoa học đầu tiên năm 1851.